# Aurelia (Iowa)
Aurelia é uma cidade localizada no estado americano de Iowa, no Condado de Cherokee.

## Demografia
Segundo o censo americano de 2000, a sua população era de 1062 habitantes. 
Em 2006, foi estimada uma população de 968, um decréscimo de 94 (-8.9%).

## Geografia
De acordo com o United States Census Bureau tem uma área de 
2,7 km², dos quais 2,7 km² cobertos por terra e 0,0 km² cobertos por água. Aurelia localiza-se a aproximadamente 420 m acima do nível do mar.

## Localidades na vizinhança
O diagrama seguinte representa as localidades num raio de 20 km ao redor de Aurelia. 